# Casa Amadi
Casa Sanudo, Amadi è un antico edificio di villeggiatura sito a Marocco di Mogliano Veneto. Nonostante le modeste dimensioni e l'estrema semplicità delle linee, rappresenta uno degli esempi più antichi di villa veneta.

## Storia
L'edificio è rappresentato già in una mappa del 1590 sui terreni dei patrizi Sanudo. Nel 1781 risultava dei Boldini.

## Edificio
La casa, a pianta rettangolare e a due piani, ha nel complesso uno stile rustico, aggraziato però da alcuni elementi di pregio.
La facciata principale è quella rivolta a mezzogiorno. È simmetrica e tripartita: al centro del piano terra si trovano due porte affiancate da una coppia di finestre per lato; tutti questi elementi sono ad arco. In origine le due porte rappresentavano le arcate di un piccolo porticato; un restauro recente le ha provviste di infissi, ma ha pure restituito alle finestre il profilo voltato, che era stato a suo tempo tamponato.
Al livello superiore, in mattoni a vista, si aprono tre finestrelle quadrangolari. Sono leggermente disassate rispetto allo schema del piano terra perché si inseriscono su un fregio affrescato che percorre tutta la facciata. È costituito da sei medaglioni circolari su cui sono rappresentati dei volti, forse di imperatori romani. La facciata si conclude con un cornicione realizzato con tre file di mattoni, su cui si imposta il tetto a doppia falda.
Meritano un cenno dei contenitori in cotto incassati nella parete occidentale per la nidificazione degli uccelli.
In passato era possibile raggiungere l'edificio via fiume, in quanto il Dese scorreva in prossimità dell'edificio prima che il suo letto venisse rettificato. A testimonianza di ciò, esiste ancora la cavana, oggi adibita ad uffici.